# David Ribeiro
Pour les articles homonymes, voir Ribeiro.
Barbosa Ribeiro est un nom portugais ; le premier nom de famille (d'usage facultatif) est Barbosa et le second est Ribeiro.
David Barbosa Ribeiro,, né le 22 août 1995 à Genève, est un coureur cycliste portugais.

## Biographie
David Ribeiro naît le 22 août 1995 à Genève, en Suisse. Il commence à se consacrer au cyclisme en 2008 au Centro Ciclista de Avidos. 
Dans les catégories de jeunes, il distingue en étant l'un des meilleurs cyclistes de son pays. Il termine notamment deuxième du championnat du Portugal sur route juniors (moins de 19 ans) en 2013. La même année, il est sélectionné en équipe nationale, notamment pour les championnats d'Europe juniors, où il se classe dixième de la course en ligne. 
En 2016, il termine neuvième du Tour du Portugal de l'Avenir. L'année suivante, il prend la troisième place du championnat du Portugal sur route espoirs. Il intègre ensuite l'équipe continentale LA Aluminios en 2018, composée majoritairement de coureurs âgés de moins de 25 ans. Au mois d'aout, il participe à son premier Tour du Portugal.
Il met un terme à sa carrière sportive à l'issue de la saison 2020.

## Palmarès et résultats

### Palmarès par année
- 2011
  - 2e du championnat du Portugal sur route cadets
- 2013
  - 3e étape du Tour du Portugal juniors
  - 2e du championnat du Portugal sur route juniors
  - 3e du championnat du Portugal de poursuite par équipes juniors
  - 10e du championnat d'Europe sur route juniors
- 2017
  - 1re étape du Prémio Anadia Capital do Espumante
  - 2e du championnat du Portugal sur route espoirs

### Classements mondiaux
| Année           | 2016   |
| --------------- | ------ |
| UCI Europe Tour | 1 828e |